# Ilya Rachkovsky
Ilya Rachkovsky (en russe : Илья́ Рашко́вский ; Irkoutsk, 17 novembre 1984) est un pianiste russe.

## Biographie
Ilya Rachkovsky commence l'instrument à cinq ans et compose dès l’année suivante. Il fait ses débuts en public avec l'Orchestre de chambre d'Irkoutsk, à l'âge de huit ans. De 1993 à 2000, il étudie à Novossibirsk avec Mary Lebenzon, de 2000 à 2009 à la Musikhochschule de Hanovre avec Vladimir Krainev et enfin à l'École normale supérieure A. Cortot à Paris avec Marian Rybicki. 
Avant de recevoir le premier prix lors de la 8e édition du Concours de piano de Hamamatsu en 2012, il est parmi les premiers lauréats de divers concours internationaux de piano, notamment Margueritte Long-Jacques Thibaud à Paris (2001, 2e prix), concours de Hong Kong (2005, 1er prix), le concours Reine Élisabeth à Bruxelles (2007, 4e prix), concours Vianna da Motta (2010, 2e prix), Arthur Rubinstein à Tel-Aviv (2011, 3e prix).
Ilya Rachkovsky s'est produit dans plusieurs salles de concert à travers le monde ainsi que dans des festivals tels que La Roque d'Anthéron, et Les Nuits du Piano d'Erbalunga en France, le Festival Chopin de Duszniki-Zdrój en Pologne et de le festival « Joie de la musique » à Hong Kong. Il a collaboré avec les orchestres Symphonique d'État de Russie, le Philharmonique de Kiev, l'Orchestre Gulbenkian, l'Orchestre symphonique national tchèque et le la New Japan Symphony. Ilya Rachkovsky est également actif en tant que musicien de chambre.
Depuis 2009, il vit à Paris.

## Enregistrements
Son disque consacré aux études de Chopin est publié en 2013 par le label Victor Japon (JVC). Il a également enregistré les Saisons et la Sonate en ut-dièse mineur de Tchaïkovski pour Naxos (2008) ainsi que des fantaisies de Mozart, Chopin, Liszt et Scriabine pour Alpha Omega, un label de Hong Kong (2009). Début 2014, est sorti un enregistrement d'œuvres de Stravinsky, Ravel, Lutosławski, Giuseppe Andaloro, Ilya Rachkovsky, Giovanni Sollima et Monika Leskovar pour la même maison (Alpha Omega) ; et à la fin de l'année 2014, le label polonais Dux a publié des sonates pour violon de Reynaldo Hahn, Shinuh Lee et Gabriel Fauré avec le violoniste Ji-Yoon Park et Rashkovsky. En 2015, Ilya Rachkovsky a reçu un prix attribution discrétionnaire du jury lors du XVe concours Tchaïkovski.